# هيرب كونولي
هيرب كونولي (بالإنجليزية: Herb Connolly)‏ هو سياسي أمريكي، ولد في 1922، وتوفي في 1995. حزبياً، نشط في الحزب الديمقراطي.